# Frank Hadow
Patrick Francis (Frank) Hadow (24 de janeiro de 1855 - 29 de junho de 1946), foi um tenista da Inglaterra. Foi o segundo a ganhar o Torneio de Wimbledon em 1878 vecendo na final o também ingles Spencer Gore por 7-5, 6-1, 9-7, sendo esse seu único título de Grand Slam de tênis

## Criador doLob
Ele foi o primeiro tenista que usou a técnica do lob. Com a  ajuda da sua nova técnica ele derrotou o voleador Spencer Gore em 1878, na segunda final de Wimbledon por, 7–5, 6–1, 9–7

## Major finais

### Grand Slam finais

#### Simples: 1 (1 título)
| Resultado | Ano  | Campeonato | Piso  | Oponente     | Placar        |
| --------- | ---- | ---------- | ----- | ------------ | ------------- |
| Campeão   | 1878 | Wimbledon  | Grama | Spencer Gore | 7–5, 6–1, 9–7 |